# Lešnica (Loznica)
Lešnica (srbsky Лешница) je vesnice nacházející se v severozápadní části Srbska, administrativně spadající pod opštinu Loznica a při hranici s Bosnou a Hercegovinou. V roce 2022 zde žilo 3818 obyvatel, počet obyvatel vsi od roku 1961 nejprve strmě rostl, a po nějaké době stagnuje. Obyvatelstvo je v drtivé většině srbské národnosti.
Jako pohraniční obec se objevila na mapě třetího vojenského mapování z konce 19. století; a to včetně silnice z Loznice regionem Mačva do Šabace (vedenou přes Lešnici). Obec byla v minulosti těžce zasažena v bojích první světové války, neboť tudy procházelo rakousko-uherské vojsko při útoku na západní Srbsko. Dne 4. srpna 1914 zde bylo u místního nádraží zastřeleno 89 osob. V roce 1939 jim byl odhalen památník.
Místní kostel svatých apoštolů Petra a Pavla byl v roce 2022 prohlášen za kulturní památku. Město má také svůj kulturní dům.
Obcí prochází silnice č. 26, kterou má výhledově nahradi dálnice A8. Mimo jiné východně od vesnice prochází železniční trať Ruma – Zvornik.